# Patince
Patince (em húngaro: Path) é um município da Eslováquia, situado no distrito de Komárno, na região de Nitra. Tem 11,32 km² de área e sua população em 2018 foi estimada em 444 habitantes.

## Demografia
| Ano:        | 1994 | 2004   | 2014   | 2024    |
| ----------- | ---- | ------ | ------ | ------- |
| Broj ljudi: | 436  | 450    | 471    | 533     |
| Razlika:    |      | +3,21% | +4,66% | +13,16% |

| Ano:               | 2023 | 2024   |
| ------------------ | ---- | ------ |
| Número de pessoas: | 536  | 533    |
| Diferença:         |      | -0,55% |